# Arrivano gli uomini
Arrivano gli uomini è il 30° album in studio di Adriano Celentano, pubblicato nel 1996.

## Storia
In questo disco, dopo l'insuccesso commerciale del precedente Quel punto, Celentano inizia a curare con maggior impegno la selezione del repertorio. Per la promozione dell'album, per la quale Adriano accetta diversi passaggi televisivi (per la prima volta ospite anche in programmi di una rete Fininvest-Mediaset), la scelta cade su alcuni brani come Solo da un quarto d'ora e Torno a settembre; la title track invece viene presentata da Celentano su Rai 1, nel corso di un intervento che precedeva la messa in onda del film di animazione Disney Bambi. Malgrado queste premesse e un particolare impegno di Celentano nel promuovere il disco (che, come il predecessore, non viene stampato e distribuito in vinile) le vendite non raggiungono i risultati sperati, fermandosi alle 200 000 copie, poche specie se confrontate con quelle dei lavori pubblicati dall'artista dopo aver ritrovato il successo negli anni immediatamente a venire.
Così come sei è scritta da Carlo Mazzoni, mentre Ti lascio vivere è stata musicata da Mauro Spina che ha suonato la batteria. Nel brano Arrivano gli uomini partecipano in coro I Piccoli Cantori di Milano diretti da Laura Marcora.

## Tracce
CD 1996 LC 0989 - 2002 CLN 20412
Tracce dell'album 1996
1. Così come sei (Carlo Mazzoni) -  4:51
2. Arrivano gli uomini (Adriano Celentano) - 5:58
3. Torno a settembre (testo di Corrado Conti, Matteo Maria Pace; musica di  Corrado Conti, Attilio Pace, Matteo Maria Pace) - 4:56
4. Balla Con Me (testo di Adriano Celentano; musica di Fio Zanotti, Adriano Celentano) - 7:20
5. Scusami (please) Stay a little longer (Adriano Celentano, Michele (Miki) Del Prete, Daniele Baima Besquet, Ronald Jackson) - 5:59
6. Solo da un quarto d'ora (con Emanuela Cortesi) (Adriano Celentano) - 5:35
7. Ti lascio vivere (testo di Fabrizio Berlincioni; musica di Mauro Spina) - 4:35
8. Ti lascio vivere (Reprise) (Adriano Celentano) - 2:00
9. Vento d'estate (testo di Adriano Celentano; musica di Giacomo Celentano) - 5:43
10. Cercami (Enzo Gragnaniello) - 4:43
11. La gonna e l'insalata (Adriano Celentano) - 5:06

Tracce dell'album del 2002
1. Così come sei (Carlo Mazzoni) -  4:51
2. Arrivano gli uomini (Adriano Celentano) - 5:58
3. Torno a settembre (testo di Corrado Conti, Matteo Maria Pace; musica di  Corrado Conti, Attilio Pace, Matteo Maria Pace) - 4:56
4. Balla Con Me (testo di Adriano Celentano; musica di Fiorenzo Zanotti, Adriano Celentano) - 7:20
5. Scusami (please) Stay a little longer (Adriano Celentano, Michele (Miki) Del Prete, Daniele Baima Besquet, Ronald Jackson) - 5:59
6. Solo da un quarto d'ora (con Emanuela Cortesi) (Adriano Celentano) - 5:35
7. Ti lascio vivere (testo di Fabrizio Berlincioni; musica di Mauro Spina) - 4:35
8. Vento d'estate (testo di Adriano Celentano; musica di Giacomo Celentano) - 5:43
9. Cercami (Enzo Gragnaniello) - 4:43
10. La gonna e l'insalata (Adriano Celentano) - 5:06

## Formazione
- Adriano Celentano – voce, chitarra
- Raffaele Chiatto – chitarra acustica
- Giordano Mazzi, Pino Pischetola – programmazione
- Pier Michelatti – basso
- Lele Melotti – batteria
- Mauro Spina – batteria e percussioni
- Michael Thompson – chitarra
- Fio Zanotti – pianoforte, tastiera, organo Hammond e fisarmonica
- Marco Decimo – violoncello
- Stefano Bozzetti, Emanuela Cortesi, Stefano De Maco, Paola Folli, Lalla Francia, Moreno Ferrara, Silvio Pozzoli, I Piccoli Cantori di Milano – cori

## Classifiche

### Classifiche settimanali
| Classifica (1996) | Posizione massima |
| ----------------- | ----------------- |
| Europa            | 37                |
| Italia            | 4                 |

### Classifiche di fine anno
| Classifica (1996) | Posizione |
| ----------------- | --------- |
| Italia            | 47        |